# Fût (arme)
Pour les articles homonymes, voir Fût.
Sur une arme d'épaule, le fût est la pièce de bois ou de plastique faisant partie de la monture. 
Placée sous le canon, sa fonction est de faciliter la prise en main de l'arme et de protéger la main du tireur de la chaleur du canon.

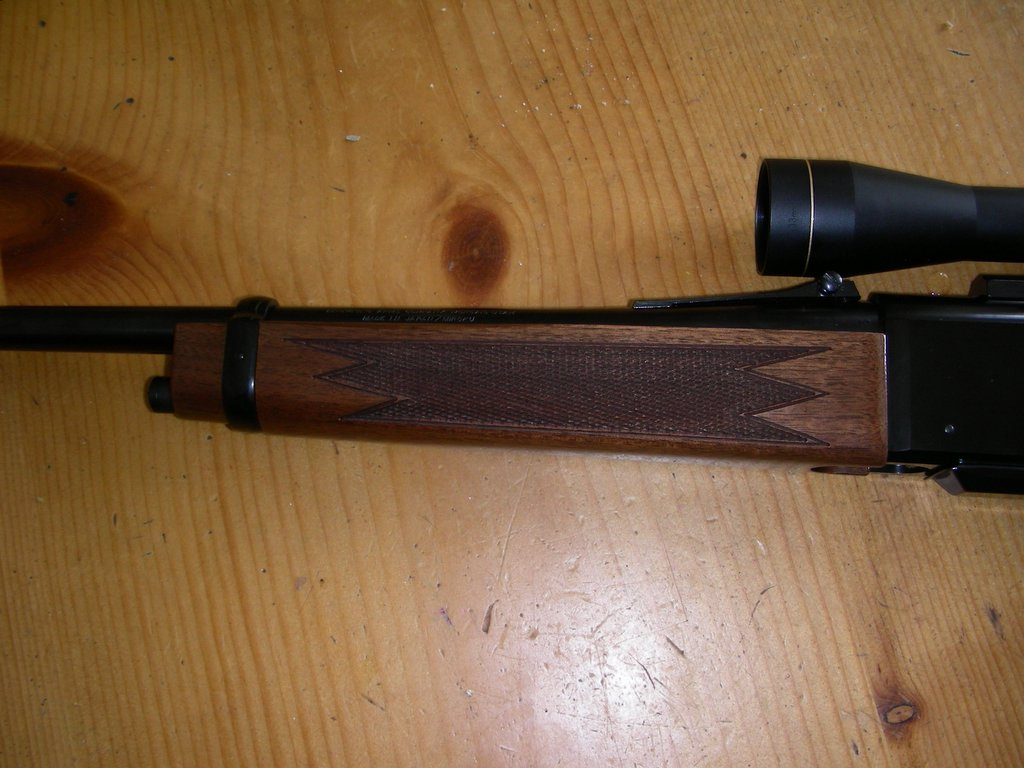
Fût en bois d'un Browning BLR.